# Cambril

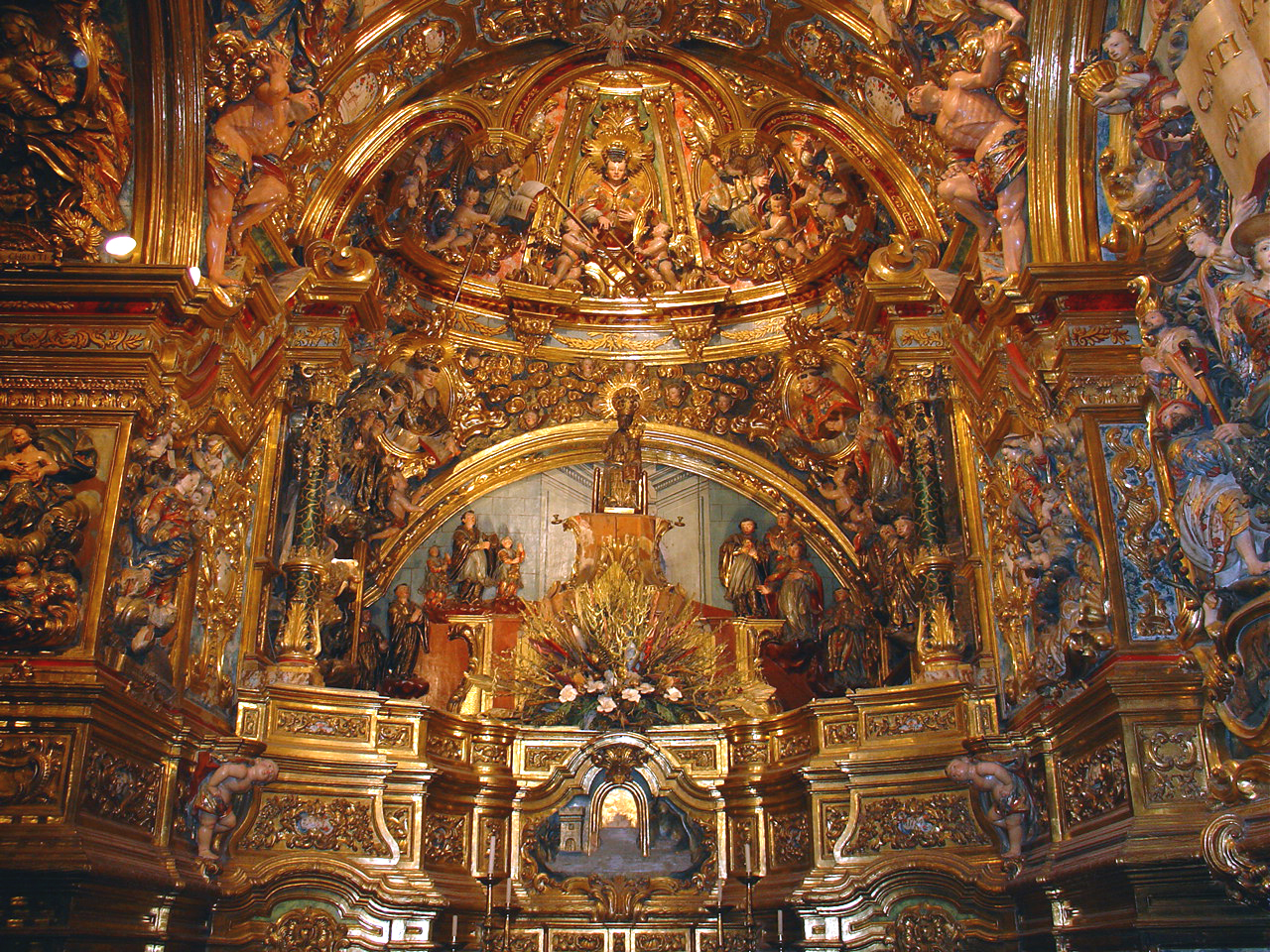
Església de Sant Llorenç de Morunys, cambril de la Mare de Déu dels Colls

Un cambril és una cambra o petita capella elevada i accessible que es troba a les esglésies, situada a la part posterior d'un altar i presidida per una imatge d'especial veneració la qual és visible des de la nau de l'església a través d'una obertura.
L'evolució inicial dels cambrils està estretament relacionada amb l'evolució dels retaules. N'hi ha antecedents en la fase final del gòtic i durant el Renaixement, però la seva plenitud arriba amb el barroc, sobretot a la península Ibèrica i a l'Amèrica llatina.
En tractar-se d'espais d'especial significació per al culte, els cambrils acostumen a ser llocs on la decoració és rica i abundant.
Exemples destacats són el cambril de la Basílica de la Mare de Déu dels Desemparats de València; el cambril de la Mare de Déu dels Colls a Sant Llorenç de Morunys; el cambril de la Mare de Déu de Montserrat; el de la Basílica de la Mercè, a Barcelona, el de la Mare de Déu del Claustre a la Catedral de Solsona o el de Retaule barroc del Miracle. Destaquen així mateix el de la Mare de Déu de Guadalupe o el del Santuari de la Victòria, a Màlaga.